# Lijst van voetbalinterlands Georgië - Roemenië
Deze lijst van voetbalinterlands is een overzicht van alle officiële voetbalwedstrijden tussen de nationale teams van Georgië en Roemenië. De landen speelden tot op heden acht keer tegen elkaar. De eerste wedstrijd was een vriendschappelijke wedstrijd, die werd gespeeld in Boekarest op 24 april 1996. Het laatste duel, eveneens een vriendschappelijke wedstrijd, vond plaats op 2 juni 2021 in Ploiești.

## Wedstrijden
| № | Plaats    | Datum            | Competitie           | Wedstrijd          | Uitslag |
| - | --------- | ---------------- | -------------------- | ------------------ | ------- |
| 1 | Boekarest | 24 april 1996    | Vriendschappelijk    | Roemenië – Georgië | 5 – 0   |
| 2 | Larnaca   | 4 februari 2000  | Vriendschappelijk    | Roemenië – Georgië | 1 – 1   |
| 3 | Tbilisi   | 28 maart 2001    | WK 2002 kwalificatie | Georgië – Roemenië | 0 – 2   |
| 4 | Boekarest | 6 oktober 2001   | WK 2002 kwalificatie | Roemenië – Georgië | 1 – 1   |
| 5 | Larnaca   | 18 februari 2004 | Vriendschappelijk    | Roemenië – Georgië | 3 – 0   |
| 6 | Boekarest | 19 november 2008 | Vriendschappelijk    | Roemenië – Georgië | 2 – 1   |
| 7 | Boekarest | 3 juni 2016      | Vriendschappelijk    | Roemenië – Georgië | 5 – 1   |
| 8 | Ploiești  | 2 juni 2021      | Vriendschappelijk    | Roemenië − Georgië | 1 − 2   |

## Samenvatting
| Competitie        | Totaal gespeeld | Winst Georgië | Gelijk | Winst Roemenië | Doelsaldo Georgië – Roemenië |
| ----------------- | --------------- | ------------- | ------ | -------------- | ---------------------------- |
| WK-kwalificatie   | 2               | 0             | 1      | 1              | 1 − 3                        |
| Vriendschappelijk | 6               | 1             | 1      | 4              | 5 − 17                       |
| Totaal            | 8               | 1             | 2      | 5              | 6 − 20                       |

## Details

### Eerste ontmoeting
| Vriendschappelijk (Boekarest, Roemenië, 24 april 1996):                                             |       |         |
| Roemenië                                                                                            | 5 – 0 | Georgië |
| Viorel Moldovan 25' Viorel Moldovan 29' Viorel Moldovan 38' Marius Lăcătuș 50' Constantin Gâlcă 87' | goals |         |

### Tweede ontmoeting
| Vriendschappelijk (Larnaca, Cyprus, 4 februari 2000):            |                     |                                                                             |
| Georgië                                                          | 1 – 1               | Roemenië                                                                    |
| Temoeri Ketsbaia 49'                                             | goals               | 81' Cătălin Hîldan                                                          |
| Georgi Nemsadze Temoeri Ketsbaia Zaza Dzjanasjia Levan Silagadze | strafschoppen 2 – 4 | Florin Bătrânu Florentin Dumitru Florentin Petre Radu Niculescu Bogdan Mara |

### Derde ontmoeting
| WK 2002 kwalificatie (Tbilisi, Georgië, 28 maart 2001): |       |                                        |
| Georgië                                                 | 0 – 2 | Roemenië                               |
|                                                         | goals | 68' Dorinel Munteanu 81' Cosmin Contra |

### Vierde ontmoeting
| WK 2002 kwalificatie (Boekarest, Roemenië, 6 oktober 2001): |       |                         |
| Roemenië                                                    | 1 – 1 | Georgië                 |
| Gheorghe Popescu 88'                                        | goals | 54' Aleksander Iasjvili |

### Vijfde ontmoeting
| Vriendschappelijk (Larnaca, Cyprus, 18 februari 2004):                           |       |                                                   |
| Georgië                                                                          | 0 – 3 | Roemenië                                          |
|                                                                                  | goals | 30' Adrian Mutu 70' Adrian Mutu 87' Florin Cernat |
| - Eerste duel van Georgië onder leiding van interim-bondscoach Gocha Tkebuchava. |       |                                                   |

### Zesde ontmoeting
| Vriendschappelijk (Boekarest, Roemenië, 19 november 2008 ): |       |                       |
| Roemenië                                                    | 2 – 1 | Georgië               |
| Ciprian Marica 62' Dorin Goian 70'                          | goals | 11' Otar Martsvaladze |

GFF · A-internationals · Bondscoaches · Statistieken · Georgisch vrouwenelftal · Georgië U21 · Georgië U20 · Georgië U19 · Georgië U18 · Georgië U17 · Georgië U16
1990 – 1999 ·
2000 – 2009 ·
2010 – 2019 ·
2020 − 2029
1990 · 
1991 · 
1992 · 
1993 · 
1994 · 
1995 · 
1996 · 
1997 · 
1998 · 
1999 · 
2000 · 
2001 · 
2002 · 
2003 · 
2004 · 
2005 · 
2006 · 
2007 · 
2008 · 
2009 · 
2010 · 
2011 · 
2012 · 
2013 · 
2014 · 
2015 ·
2016 ·
2017 ·
2018 ·
2019 ·
2020 ·
2021 ·
2022 ·
2023 ·
2024
Albanië ·
Andorra ·
Armenië ·
Azerbeidzjan ·
Bosnië en Herzegovina ·
Bulgarije ·
Cyprus ·
Denemarken ·
Duitsland ·
Egypte ·
Engeland ·
Estland ·
Faeröer ·
Finland ·
Frankrijk ·
Gibraltar ·
Griekenland ·
Hongarije ·
Ierland ·
IJsland ·
Iran ·
Israël ·
Italië ·
Jordanië ·
Kameroen ·
Kazachstan ·
Kosovo ·
Kroatië ·
Letland ·
Libanon ·
Liechtenstein ·
Litouwen ·
Luxemburg ·
Malta ·
Marokko ·
Moldavië ·
Mongolië ·
Montenegro · 
Nederland ·
Nieuw-Zeeland ·
Nigeria ·
Noord-Ierland ·
Noord-Macedonië ·
Noorwegen ·
Oekraïne ·
Oezbekistan ·
Oostenrijk ·
Paraguay ·
Polen ·
Portugal ·
Qatar ·
Roemenië ·
Rusland ·
Saint Kitts en Nevis ·
Saoedi-Arabië ·
Schotland ·
Servië ·
Slovenië ·
Slowakije ·
Spanje ·
Thailand ·
Tsjechië ·
Tunesië ·
Turkije ·
Uruguay ·
Verenigde Arabische Emiraten ·
Wales ·
Wit-Rusland ·
Zuid-Afrika ·
Zuid-Korea ·
Zweden ·
Zwitserland
FRF · A-internationals · Selecties · Bondscoaches · Statistieken · Roemeens vrouwenelftal · Olympisch elftal · Roemenië U21 · Roemenië U20 · Roemenië U19 · Roemenië U18 · Roemenië U17 · Roemenië U16
1922 – 1929 · 
1930 – 1939 · 
1940 – 1949 · 
1950 – 1959 · 
1960 – 1969 · 
1970 – 1979 · 
1980 – 1989 · 
1990 – 1999 · 
2000 – 2009 · 
2010 – 2019 · 
2020 – 2029
EK's: 1984 · 
1996 · 
2000 · 
2008 · 
2016 · 
2024
WK's: 1930 · 
1934 · 
1938 · 
1970 · 
1990 · 
1994 · 
1998
OS: 1924 · 
1952 · 
1964 · 
2020
1922 · 
1923 · 
1924 · 
1925 · 
1926 · 
1927 · 
1928 · 
1929 · 
1930 · 
1931 · 
1932 · 
1933 · 
1934 · 
1935 · 
1936 · 
1937 · 
1938 · 
1939 · 
1940 · 
1941 · 
1942 · 
1943 · 
1944 · 
1945 · 
1946 · 
1947 · 
1948 · 
1949 · 
1950 · 
1952 · 
1952 · 
1953 · 
1954 · 
1955 · 
1956 · 
1957 · 
1958 · 
1959 · 
1960 · 
1961 · 
1962 · 
1963 · 
1964 · 
1965 · 
1966 · 
1967 · 
1968 · 
1969 · 
1970 · 
1971 · 
1972 · 
1973 · 
1974 · 
1975 · 
1976 · 
1977 · 
1978 · 
1979 · 
1980 · 
1981 · 
1982 · 
1983 · 
1984 · 
1985 · 
1986 · 
1987 · 
1988 · 
1989 · 
1990 · 
1991 · 
1992 · 
1993 · 
1994 · 
1995 · 
1996 · 
1997 · 
1998 · 
1999 · 
2000 · 
2001 · 
2002 · 
2003 · 
2004 · 
2005 · 
2006 · 
2007 · 
2008 · 
2009 · 
2010 · 
2011 · 
2012 · 
2013 · 
2014 · 
2015 ·
2016 ·
2017 ·
2018 ·
2019 ·
2020 ·
2021 ·
2022 ·
2023
Albanië ·
Algerije ·
Andorra ·
Argentinië ·
Armenië ·
Australië ·
Azerbeidzjan ·
België ·
Bolivia ·
Bosnië en Herzegovina ·
Brazilië ·
Bulgarije ·
Chili ·
China ·
Colombia ·
Congo-Kinshasa ·
Cuba ·
Cyprus ·
DDR ·
Denemarken ·
Duitsland ·
Ecuador ·
Egypte ·
Engeland ·
Estland ·
Faeröer ·
Finland ·
Frankrijk ·
Georgië ·
Griekenland ·
Honduras ·
Hongarije ·
Ierland ·
IJsland ·
Irak ·
Iran ·
Israël ·
Italië ·
Ivoorkust ·
Japan ·
Joegoslavië ·
Kameroen ·
Kazachstan · 
Kosovo · 
Kroatië ·
Letland ·
Liechtenstein ·
Litouwen ·
Luxemburg ·
Malta ·
Marokko ·
Mexico ·
Moldavië ·
Montenegro ·
Nederland ·
Nigeria ·
Noord-Ierland ·
Noord-Macedonië ·
Noorwegen ·
Oekraïne ·
Oostenrijk ·
Paraguay ·
Peru ·
Polen ·
Portugal ·
Rusland ·
San Marino ·
Schotland ·
Servië ·
Slovenië ·
Slowakije ·
Sovjet-Unie ·
Spanje ·
Trinidad en Tobago ·
Tsjechië ·
Tsjecho-Slowakije ·
Tunesië ·
Turkije ·
Turkmenistan ·
Uruguay ·
Verenigde Arabische Emiraten ·
Verenigde Staten ·
Wales ·
Wit-Rusland ·
Zuid-Korea ·
Zweden ·
Zwitserland
Albanië (2016) · 
Frankrijk (2008) · 
Frankrijk (2016) · 
Italië (2008) · 
Nederland (2008) · 
Zwitserland (2016)